# Kiisa (Sauga)
Kiisa – wieś w Estonii, w prowincji Parnawa, w gminie Sauga.